# Sacha van Geest
Sacha van Geest (7 november 1950 – 29 juli 2001) was een Nederlands fluitist en grafisch vormgever. Hij was als musicus actief in de Nederlandse popgroep Supersister, en kreeg daarmee bekendheid.

## Supersister
Supersister bestond bij aanvang naast Sacha van Geest uit Robert Jan Stips, Marco Vrolijk, en Ron van Eck. De groep speelde progressieve rock.
Sacha van Geest maakte eerder deel uit van de Haagse schoolband The Provocation. De bandleden zaten allen op het Grotius Lyceum en vormden in 1967 de band Sweet OK Supersister die  kort daarna de naam Supersister koos. De groep was actief in de eerste helft van de jaren zeventig. In 1973 verliet Van Geest de band maar voerde wel onder de naam Sweet Okay Supersister nog wel een project uit met Stips. Nadat Supersister in 1974 gestopt was maakte de band een comeback in 2000, met Van Geest, en gaf concerten in de USA en Nederland.

## Vormgever
Als vormgever maakte Van Geest onder meer drukwerk voor de Uitgeverij van de Vereniging van Nederlandse Gemeenten en was hij lid van de Haagse Kunstkring.

## Overlijden
Op 29 juli 2001 overleed Sacha van Geest op Malta aan een hartaanval. Daarmee kwam een definitief einde aan de band Supersister.